# 高齡孕產婦
高齡孕產婦（advanced maternal age，AMA）泛指在年齡較大時才妊娠或分娩的婦女，不過有關年齡的定義，有許多不同的標準。
一般來說，33歲才受孕，也就是34歲以上才生產，就算是生物醫學上的高齡產婦了。世界卫生组织（WHO）和国际妇产科联盟（FIGO）将分娩年龄≥35岁的妊娠定义为高龄妊娠。
在西歐、北歐及南歐，初次懷孕的婦女其平均年齡是27至29歲，在1970年代初期則是23至25歲。在一些歐洲國家（例如西班牙），初次懷孕的婦女平均年齡已經超過30歲。
初次懷孕年齡後延的現象不只在歐洲出現，亚洲、日本及美國也有類似情形，而且在中华人民共和国、土耳其及伊朗等新興國家也有類似情形。美國2016年初次懷孕年齡的平均年齡是在26.6歲。
高齡產婦更容易受到懷孕的不良副作用影響，例如增加女性不孕症的風險，孩童出現染色体畸变的風險也會提高，對應的父親年齡效應比較少被提到。
現今的世代較常有在年齡較長時才生育的情形。許多因素會影響夫妻決定生第一個小孩的時機，這些因素也包括教育、社會及經濟情形。

## 妊娠風險
年紀越大，患上妊娠高血壓或妊娠糖尿病機會將會比年輕產婦高，出現內科併發症如心臟病或腎臟病、糖尿病的機會也會比較高。由於卵子老化，染色體異常的機會也會比年輕產婦高，增加胎兒發育不正常的機會，例如唐氏綜合症。另外，高齡產婦也比較容易產生自發性流產、早產、胎盤早期剝離等情況。